# Klaus Finck
Klaus Albert Hans Finck (* 23. Dezember 1928 in Karlsruhe; † 2021 in Sinsheim) war ein deutscher Buchautor und Veterinär.

## Leben
Finck wuchs in Karlsruhe/Durlach auf als Sohn des Künstlers und Professors Albert Finck und studierte anschließend in München Veterinärmedizin.
Er war Gründer und langjähriger Vorstand der ersten Sozialstation im Landkreis Sinsheim. Er gründete 1988 die Tierklinik Sinsheim, welche, nach seiner Pensionierung 1993, von seinen Söhnen Klaus-Martin Finck und Hans-Jörg Finck weitergeführt wurde.

## Politisches Engagement
Klaus Finck war für die CDU von 1965 bis 1972 im Kreistag des Altkreises Sinsheim und nach der Kreisreform von 1973 bis 1974 im Rhein-Neckar-Kreis Kreisrat. Er war Ortschaftsrat in Hilsbach und Stadtrat in Sinsheim. 

Bei den Feierlichkeiten im August 2013 anlässlich des Jubiläums 40 Jahre große Kreisstadt Sinsheim gehörte er zu den drei exemplarisch ausgewählten Zeitzeugen der Podiumsdiskussion „40 Jahre Große Kreisstadt – Verantwortliche erinnern sich“ der VHS Sinsheim.

## Autorentätigkeit
Finck widmete sich nach seiner Pensionierung als Autor dem familiären Erbe. Sein Werk von 2004 befasste sich mit der Rolle von Klaus Wurth, dem letzten badischen Kirchenpräsidenten. Finck war ein Enkel von Klaus Wurth, erwähnt dies im Werk jedoch nicht. Sein Werk Durch Licht zum Sehen von 2009 befasst sich mit dem religiös-künstlerischen Schaffen seines Vaters Albert Finck aus Bretten.

## Werke
- Klaus Finck: Rinderhaltung u. Rinderzucht im Landkreis Karlsruhe. München 1954 (Dissertation), Umfang 48 Seiten.
- Klaus Finck: Klaus Wurth (1861–1948). Ein Leben für die Kirche im Umbruch. Books on Demand, Norderstedt 2004, ISBN 3-8334-1145-7 (ausführliche Rezension in: Jahrbuch für badische Kirchen- und Religionsgeschichte. 1. Jg. Kohlhammer-Verlag, Stuttgart 2007, S. 232 ff.)
- Klaus Finck: Durch Licht zum Sehen. Verlag Regionalkultur, Ubstadt-Weiher 2009, ISBN 9783897355705.

## Schriften
- Klaus (Nikolaus) Wurth. In: Biographisch-Bibliographisches Kirchenlexikon (BBKL). Band 25, Bautz, Nordhausen 2005, ISBN 3-88309-332-7, Sp. 1549–1554 (Artikel/Artikelanfang im Internet-Archive).

## Ehrungen und Auszeichnungen
- Bundesverdienstkreuz am Bande, 1989
- Karl-Wilhelmi-Ehrenmünze der Stadt Sinsheim, 2003